# El Hadj Umar Tall
ʽUmar Tal o El Hadj Umar Tall, de nombre completo al-Ḥājj ʽUmar ibn Saʽīd Tal (Futa Toro, 1797-actual Mauritania, 12 de febrero de 1864) fue el fundador del Imperio tuculor del África occidental.

## Biografía
Nacido en el valle del río Senegal, se hizo místico y partió hacia La Meca en una peregrinación a la edad de veintitrés años. Debido a las relaciones políticas y religiosas que hizo durante y después de su viaje, fue designado califa del África negra por el cabecilla de la hermandad Tijaniyyah. Regresó al África en 1833 y en 1854, a las zonas de la Guinea superior, el este de Senegal y centro occidente de Malí. Organizó una yihad para destruir a los paganos y traer de vuelta a los musulmanes caídos.
Derrotó a los infieles bambara de Malí, pero estos se insubordinaron rápidamente. Atacados por los tuareg, los moros y los fulani en 1863, el ejército de ʽUmar fue destruido y él fue perseguido y asesinado en una explosión. Su imperio perduró bajo el mando de su hijo Ahmadu Seku hasta 1897, cuando fue tomado por los franceses. En la Enciclopedia universal ilustrada europeo-americana aparece como fallecido en 1865.